# Chris Brunt
Chris Brunt (Belfast, 14 december 1984) is een Noord-Ierse voetballer die meestal als linkermiddenvelder speelt. Hij verruilde in augustus 2007 Sheffield Wednesday voor West Bromwich Albion, waarvan hij in 2011 aanvoerder werd. Brunt debuteerde in 2004 in het Noord-Iers voetbalelftal.

## Clubcarrière

### Sheffield Wednesday
Brunt stroomde in 2004 door vanuit de jeugd van Middlesbrough, maar stootte daar niet door tot het eerste team. De club verhuurde hem maart 2004 uitgeleend aan Sheffield Wednesday, dat hem één maand later definitief overnam. In juli 2007 vroeg Brunt Sheffield Wednesday om een sterk verbeterd contract, met een salaris dat de club niet kon betalen en er daarom niet kwam. In drie seizoenen speelde Brunt 134 competitiewedstrijden voor Sheffield Wednesday, waarin hij 21 doelpunten maakte.

### West Bromwich Albion
Op 14 augustus 2007 accepteerde Sheffield Wednesday een bod van West Bromwich Albion, dat een bedrag van bijna 4 miljoen euro op tafel legde voor Brunt. Eén dag later tekende Brunt een vierjarig contract bij WBA. Hij maakte op 1 september 2007 zijn debuut voor zijn nieuwe club, tegen Barnsley. Op 22 september 2007 scoorde Brunt zijn eerste doelpunt voor WBA, tegen Scunthorpe United. In februari 2011 werd hij door de nieuwe manager tot aanvoerder benoemd.

## Interlandcarrière
Brunt debuteerde in 2004 in het Noord-Iers voetbalelftal. Hij scoorde zijn eerste doelpunt voor de Noord-Ieren in juli 2009, tegen San Marino.

## Erelijst
| Kampioen Championship | 1x | 2007/08 |